# Yipingyuan
Yipingyuan (kinesiska: 一平垣, 一平垣乡) är en socken i Kina. Den ligger i provinsen Shanxi, i den norra delen av landet, omkring 210 kilometer sydväst om provinshuvudstaden Taiyuan. Antalet invånare är 15 981. Befolkningen består av 7 175 kvinnor och 8 806 män. Barn under 15 år utgör 17,0 %, vuxna 15-64 år 75 %, och äldre över 65 år 6,0 %.
Genomsnittlig årsnederbörd är 695 millimeter. Den regnigaste månaden är juli, med i genomsnitt 213 mm nederbörd, och den torraste är december, med 2 mm nederbörd.